# ヒューベルト・アボルド
ヒューベルト・アボルド (Hubert Abold, 1958年6月13日 - ) は、ドイツ出身のオートバイレーサー。1983年にヨーロッパ選手権80ccクラスでタイトルを獲得した。1984年には世界選手権に参戦し、チームメイトで世界チャンピオンとなったステファン・ドルフリンガーに次いでランキング2位となった。

## 参照
1. ↑  Hubert Abold career statistics at MotoGP.com